# Consalvo Sanesi
Consalvo Sanesi (Terranuova Bracciolini, Arezzo, 29 de marzo de 1911-Milán, 28 de julio de 1998) fue un piloto de automovilismo italiano. Sanesi fue el piloto de pruebas de la escudería Alfa Romeo en las temporadas 1950 y 1951 de F1. Más allá de esto, Sanesi corrió en algunas carreras para su equipo. Dada su experiencia con los automóviles, Sanesi lograba ser de los más rápidos en el circuito. A pesar de esto, de las 5 carreras que corrió, sólo en una logró puntuar. A pesar de no haber tenido mucho éxito en la Fórmula 1, Sanesi obtuvo muchos buenos resultados en otras categorías, como en la Carrera Panamericana, donde logró conseguir mejores tiempos y velocidades que pilotos como Farina y Fangio.

## Resultados

### Fórmula 1
(Clave) (negrita indica pole position) (cursiva indica vuelta rápida)

| Año     | Equipo                  | 1     | 2   | 3       | 4      | 5     | 6   | 7       | 8   | Pos. | Puntos |
| ------- | ----------------------- | ----- | --- | ------- | ------ | ----- | --- | ------- | --- | ---- | ------ |
| 1950    | Scuderia Alfa Romeo SpA | GBR   | MON | 500     | SUI    | BEL   | FRA | ITA Ret |     | NC   | 0      |
| 1951    | Scuderia Alfa Romeo SpA | SUI 4 | 500 | BEL Ret | FRA 10 | GBR 6 | GER | ITA INJ | ESP | 12.º | 3      |
| Fuente: |                         |       |     |         |        |       |     |         |     |      |        |